# غراندس إي سان مارتين
بلدية غراندس إي سان مارتين (بالإسبانية: Grandes y San Martín) هي بلدية تقع في مقاطعة آبلة التابعة لمنطقة قشتالة وليون وسط إسبانيا.

## الديموغرافيا
يبلغ عدد سكان بلدية غراندس إي سان مارتين 32 نسمة عام 2011 (وفقاً للمعهد الوطني للإحصاء الإسباني).
| 55 | 50 | 51 | 45 | 43 | 41 | 32 |